# جون بروستر
جون بروستر (بالإنجليزية: John Brewster)‏ هو كاتب أغاني أسترالي، ولد في 1949 في أديلايد في أستراليا.

## وصلات خارجية
- جون بروستر على موقع ميوزك برينز (الإنجليزية)
- جون بروستر على موقع أول ميوزيك (الإنجليزية)
- جون بروستر على موقع ديسكوغز (الإنجليزية)